# Seleção Argentina Masculina de Hóquei em Patins
A Seleção Argentina de Hóquei em Patins é a equipa representa Argentina, através da Federação Argentina de Patinagem, nas diversas competições internacionais, com especial destaque para o Campeonato do Mundo, o Campeonato Pan-Americano e a Taça das Nações.
A seleção argentina é a grande potência do continente americano, sendo a única seleção extra-europeia que conseguiu vencer Campeonatos do Mundo. 
Historicamente, as províncias de San Juan e Mendoza são o bastião do hóquei argentino.

## Palmarés

### Campeonato Mundial(5)
- 1978, 1984, 1995, 1999 e 2015

### Copa América(13 - Recorde)
- 1959, 1963, 1967, 1971, 1975, 1977, 1981, 1984, 1985, 1987, 2004, 2007 e 2008

### Campeonato Pan-Americano(8 - Recorde)
- 1979, 1987, 1991, 1993, 1995, 2005, 2011 e 2018

### Taça das Nações(3)
- 1989, 1993 e 2017

### Jogos Olímpicos(1)
- 1992

## Elenco Atual
| Argentina        | Argentina      |
| Nome             | Clube          |
| ---------------- | -------------- |
| Valentín Grimalt | Amatori Lodi   |
| "Tino" Acevedo   | HC Braga       |
| Matias Platero   | Sporting CP    |
| Gonzalo Romero   | Sporting CP    |
| Matias Pascual   | FC Barcelona   |
| Reinaldo García  | FC Porto       |
| Carlos Nicolía   | SL Benfica     |
| Pablo Alvarez    | FC Barcelona   |
| Lucas Ordoñez    | SL Benfica     |
| David Paez       | Concepción     |
| Treinador        | José Luis Páez |

## Histórico de Participações

### Campeonato do Mundo
| Ano/Anfitrião | Ano/Anfitrião       | Fase           | CI.            | J              | V              | E              | D              | GM             | GS             |
| ------------- | ------------------- | -------------- | -------------- | -------------- | -------------- | -------------- | -------------- | -------------- | -------------- |
| 1936          | Estugarda           | Não Participou | Não Participou | Não Participou | Não Participou | Não Participou | Não Participou | Não Participou | Não Participou |
| 1939          | Montreux            | Não Participou | Não Participou | Não Participou | Não Participou | Não Participou | Não Participou | Não Participou | Não Participou |
| 1947          | Lisboa              | Não Participou | Não Participou | Não Participou | Não Participou | Não Participou | Não Participou | Não Participou | Não Participou |
| 1948          | Montreux            | Não Participou | Não Participou | Não Participou | Não Participou | Não Participou | Não Participou | Não Participou | Não Participou |
| 1949          | Lisboa              | Não Participou | Não Participou | Não Participou | Não Participou | Não Participou | Não Participou | Não Participou | Não Participou |
| 1950          | Milão               | Não Participou | Não Participou | Não Participou | Não Participou | Não Participou | Não Participou | Não Participou | Não Participou |
| 1951          | Barcelona           | Não Participou | Não Participou | Não Participou | Não Participou | Não Participou | Não Participou | Não Participou | Não Participou |
| 1952          | Porto               | Não Participou | Não Participou | Não Participou | Não Participou | Não Participou | Não Participou | Não Participou | Não Participou |
| 1953          | Genebra             | Não Participou | Não Participou | Não Participou | Não Participou | Não Participou | Não Participou | Não Participou | Não Participou |
| 1954          | Barcelona           | Não Participou | Não Participou | Não Participou | Não Participou | Não Participou | Não Participou | Não Participou | Não Participou |
| 1955          | Milão               | Não Participou | Não Participou | Não Participou | Não Participou | Não Participou | Não Participou | Não Participou | Não Participou |
| 1956          | Porto               | Não Participou | Não Participou | Não Participou | Não Participou | Não Participou | Não Participou | Não Participou | Não Participou |
| 1958          | Porto               | Não Participou | Não Participou | Não Participou | Não Participou | Não Participou | Não Participou | Não Participou | Não Participou |
| 1960          | Madrid              | Terceiro Lugar | 3.º            | 9              | 6              | 1              | 2              | 34             | 24             |
| 1962          | Santiago            | Quinto Lugar   | 5.º            | 9              | 5              | 0              | 4              | 21             | 27             |
| 1964          | Barcelona           | Quinto Lugar   | 5.º            | 9              | 4              | 1              | 4              | 33             | 21             |
| 1966          | São Paulo           | Terceiro Lugar | 3.º            | 9              | 5              | 2              | 2              | 25             | 19             |
| 1968          | Porto               | Terceiro Lugar | 3.º            | 9              | 5              | 3              | 1              | 26             | 13             |
| 1970          | San Juan            | Quarto Lugar   | 4.º            | 10             | 6              | 2              | 2              | 55             | 22             |
| 1972          | Corunha             | Terceiro Lugar | 3.º            | 11             | 7              | 2              | 2              | 45             | 15             |
| 1974          | Lisboa              | Terceiro Lugar | 3.º            | 11             | 7              | 3              | 1              | 41             | 22             |
| 1976          | Oviedo              | Vice-Campeão   | 2.º            | 11             | 8              | 2              | 1              | 45             | 18             |
| 1978          | San Juan            | Campeão        | 1.º            | 11             | 10             | 1              | 0              | 78             | 9              |
| 1980          | Talcahuano          | Vice-Campeão   | 2.º            | 10             | 8              | 1              | 1              | 84             | 15             |
| 1982          | Barcelos            | Terceiro Lugar | 3.º            | 16             | 14             | 0              | 2              | 113            | 24             |
| 1984          | Novara              | Campeão        | 1.º            | 9              | 9              | 0              | 0              | 33             | 14             |
| 1986          | Sertãozinho         | Quarto Lugar   | 4.º            | 9              | 5              | 1              | 3              | 44             | 21             |
| 1988          | Corunha             | Quarto Lugar   | 4.º            | 9              | 6              | 0              | 3              | 39             | 18             |
| 1989          | San Juan            | Quinto Lugar   | 5.º            | 8              | 7              | 0              | 1              | 61             | 17             |
| 1991          | Porto/Braga         | Terceiro Lugar | 3.º            | 8              | 3              | 3              | 2              | 26             | 12             |
| 1993          | Bassano/Sesto       | Terceiro Lugar | 3.º            | 8              | 5              | 1              | 2              | 44             | 27             |
| 1995          | Recife              | Campeão        | 1.º            | 8              | 7              | 0              | 1              | 54             | 13             |
| 1997          | Wuppertal           | Vice-Campeão   | 2.º            | 8              | 6              | 1              | 1              | 45             | 17             |
| 1999          | Reus                | Campeão        | 1.º            | 8              | 7              | 1              | 0              | 46             | 7              |
| 2001          | San Juan            | Vice-Campeão   | 2.º            | 6              | 5              | 0              | 1              | 53             | 10             |
| 2003          | Oliveira de Azeméis | Quarto Lugar   | 4.º            | 6              | 4              | 0              | 2              | 48             | 9              |
| 2005          | San José            | Vice-Campeão   | 2.º            | 6              | 5              | 0              | 1              | 41             | 6              |
| 2007          | Montreux            | Terceiro Lugar | 3.º            | 6              | 5              | 0              | 1              | 28             | 9              |
| 2009          | Vigo                | Vice-Campeão   | 2.º            | 6              | 5              | 0              | 1              | 40             | 11             |
| 2011          | San Juan            | Vice-Campeão   | 2.º            | 6              | 5              | 0              | 1              | 41             | 16             |
| 2013          | Luanda/Moçâmedes    | Vice-Campeão   | 2.º            | 6              | 5              | 0              | 1              | 30             | 12             |
| 2015          | La Roche-sur-Yon    | Campeão        | 1.º            | 6              | 6              | 0              | 0              | 36             | 8              |
| 2017          | Nanjing             | Terceiro Lugar | 3.º            | 6              | 5              | 0              | 1              | 24             | 15             |
| 2019          | Barcelona           | Vice-Campeão   | 2.º            | 6              | 4              | 2              | 0              | 26             | 4              |

### Campeonato Sul-Americano/Copa América
| Ano/Anfitrião | Ano/Anfitrião | Resultado      | CI.            | J              | V              | E              | D              | GM             | GS             |
| ------------- | ------------- | -------------- | -------------- | -------------- | -------------- | -------------- | -------------- | -------------- | -------------- |
| 1954          | São Paulo     | Não Participou | Não Participou | Não Participou | Não Participou | Não Participou | Não Participou | Não Participou | Não Participou |
| 1956          | Santiago      | Terceiro Lugar | 3.º            | 4              | 2              | 1              | 1              | 20             | 9              |
| 1959          | Montevidéu    | Campeão        | 1.º            | 4              | 3              | 1              | 0              | 17             | 4              |
| 1963          | Buenos Aires  | Campeão        | 1.º            | 3              | 3              | 0              | 0              | 15             | 4              |
| 1966          | Concepción    | Vice-Campeão   | 2.º            | 2              | 1              | 1              | 0              | 5              | 2              |
| 1967          | Mendoza       | Campeão        | 1.º            | 4              | 3              | 1              | 0              | 14             | 1              |
| 1969          | Medellín      | Vice-Campeão   | 2.º            | 4              | 3              | 0              | 1              | 13             | 3              |
| 1971          | São Paulo     | Campeão        | 1.º            | 3              | 2              | 1              | 0              | 12             | 4              |
| 1973          | Montevidéu    | Vice-Campeão   | 2.º            | 3              | 1              | 2              | 0              | 8              | 2              |
| 1975          | Mar del Plata | Campeão        | 1.º            | 2              | 2              | 0              | 0              | 6              | 2              |
| 1977          | Santiago      | Campeão        | 1.º            | 2              | 2              | 0              | 0              | 16             | 11             |
| 1979          | Santos        | Vice-Campeão   | 2.º            | 2              | 1              | 0              | 1              | 4              | 3              |
| 1981          | Maldonado     | Campeão        | 1.º            | 4              | 4              | 0              | 0              | 28             | 2              |
| 1984          | San Juan      | Campeão        | 1.º            | 3              | 3              | 0              | 0              | 20             | 3              |
| 1985          | Santiago      | Campeão        | 1.º            | 3              | 2              | 1              | 0              | 28             | 5              |
| 1987          | Sertãozinho   | Campeão        | 1.º            | 4              | 2              | 1              | 1              | 19             | 12             |
| 1990          | Três Arroios  | Vice-Campeão   | 2.º            | 4              | 1              | 1              | 2              | 14             | 15             |
| 2004          | Viña del Mar  | Campeão        | 1.º            | 5              | 5              | 0              | 0              | 35             | 7              |
| 2007          | Recife        | Campeão        | 1.º            | 8              | 5              | 2              | 1              | 57             | 25             |
| 2008          | Buenos Aires  | Campeão        | 1.º            | 6              | 5              | 0              | 1              | 41             | 8              |
| 2010          | Vic           | Vice-Campeão   | 2.º            | 6              | 5              | 0              | 1              | 44             | 14             |

### Jogos Pan-Americanos
| Ano/Anfitrião | Ano/Anfitrião | Posição        |
| ------------- | ------------- | -------------- |
| 1979          | San Juan      | Campeão        |
| 1983          | Sertãozinho   | Terceiro Lugar |
| 1987          | Indianápolis  | Campeão        |
| 1991          | Havana        | Campeão        |
| 1993          | Havana        | Campeão        |
| 1995          | Mar del Plata | Campeão        |
| 2005          | Mar del Plata | Campeão        |
| 2011          | Rosário       | Campeão        |
| 2018          | Bogotá        | Campeão        |